# Типовий проєкт школи № 108

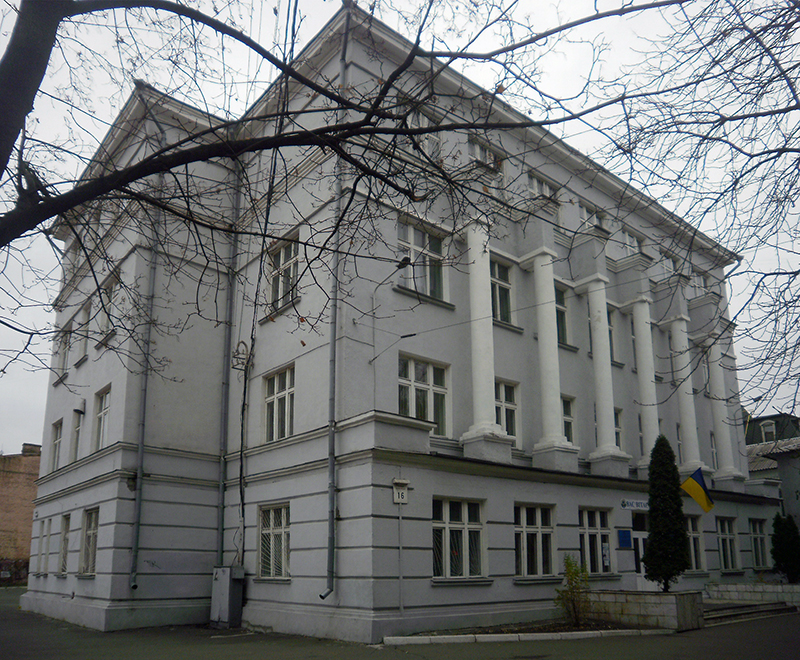
Київ, Поділ, гімназія № 19

№ 108 — типовий проєкт школи на 880 учнів, розроблений у 1936 р. архітекторами Е. С. Коднером (Кодніром), Грицаєм та Новицьким для вузьких та наріжних ділянок.

## Опис
4-поверхова будівля з несиметричним пляном габаритами 51,3 × 28,1 м. Парадна фасада є пізнаваною, завширшки 7 вікон, перший поверх винесений у ризаліт, на якій спираються 6 колон заввишки 2 поверхи. Ліва бічна фасада завдовжки 15 вікон, згрупованих по 3, остання група підкреслена 4 колонами аналогічного з головною фасадою вигляду (іноді виконано по 2 колони з країв). Ці дві фасади мають вікна клясів і рекреації й утворюють Г-подібний об'єм. Вінка допоміжних приміщень виходять на решту сторін, туалети і другі сходи винесені в невелике крило.

## Галерея

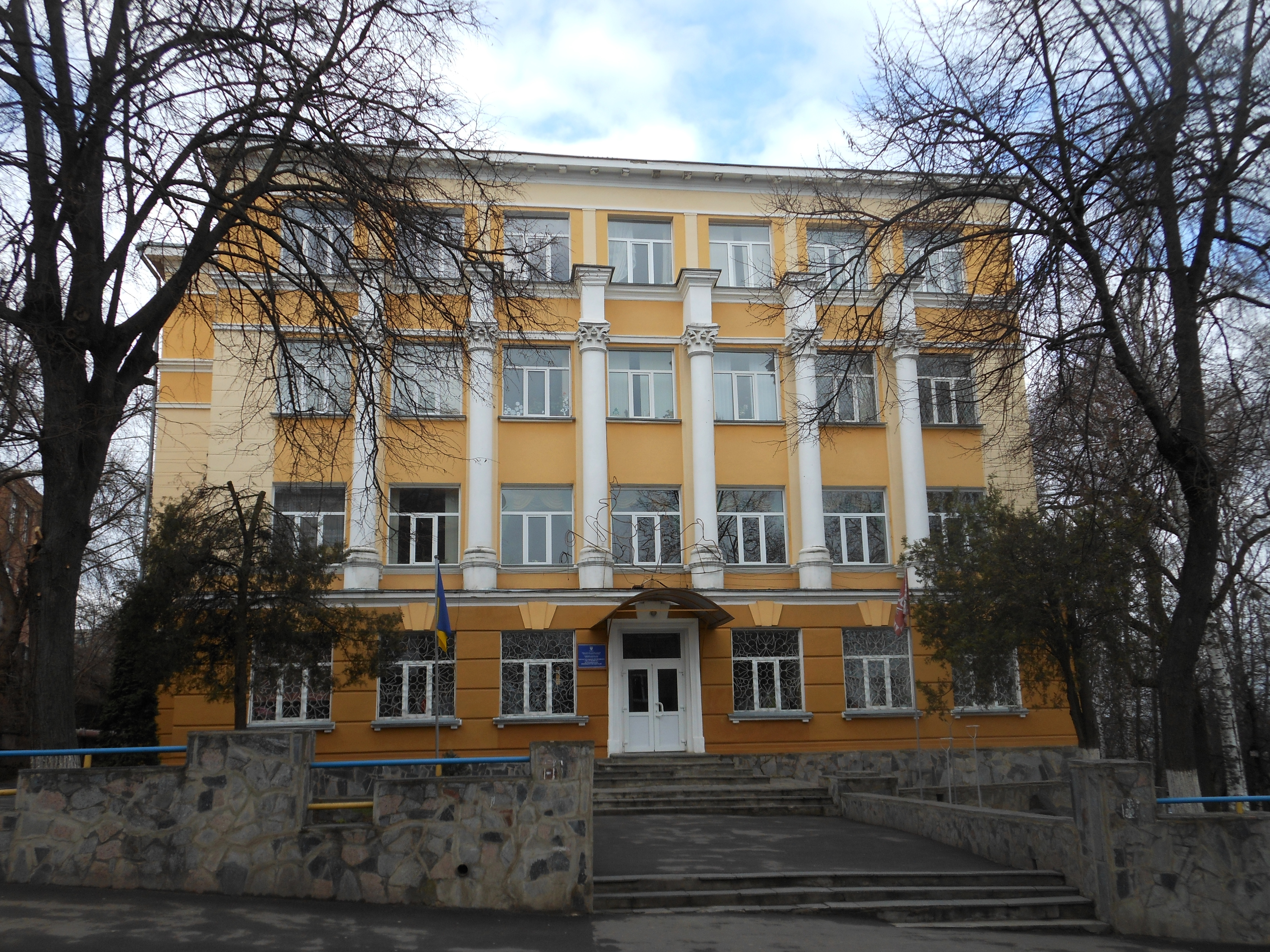
Вінниця, школа № 3, 1936 р.
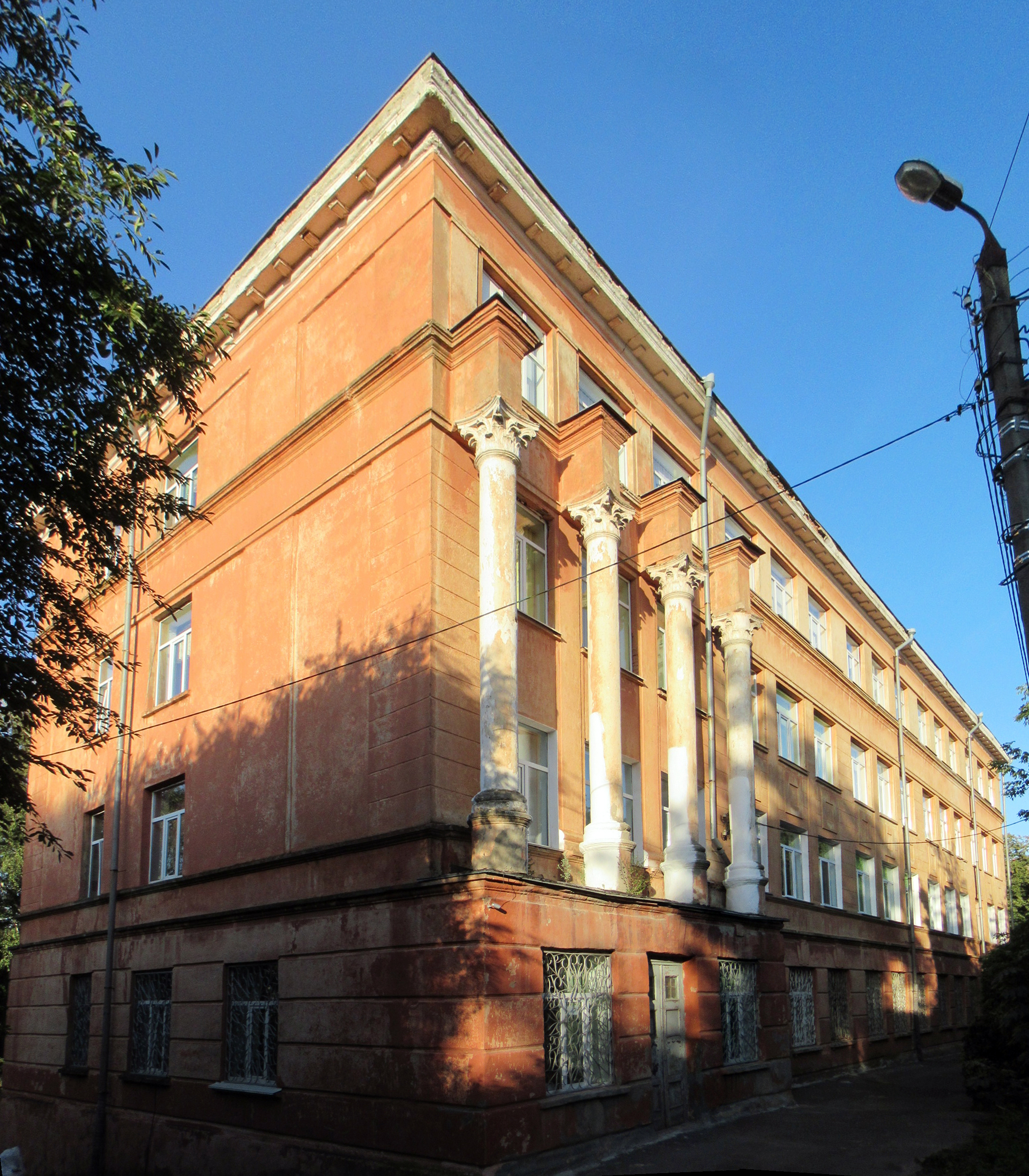
Вінниця, школа № 3, торець і довга фасада
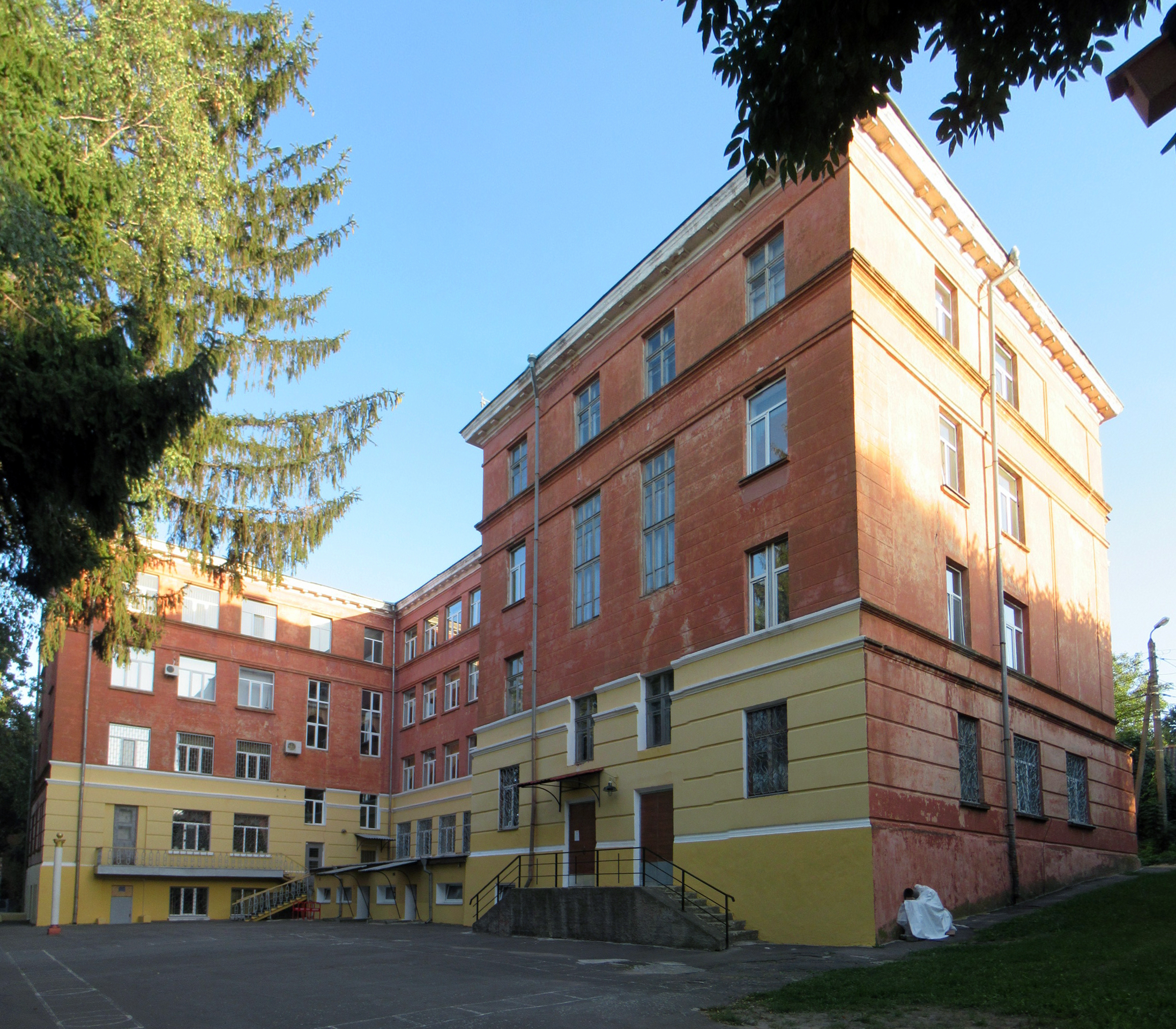
Вінниця, школа № 3, курдонер
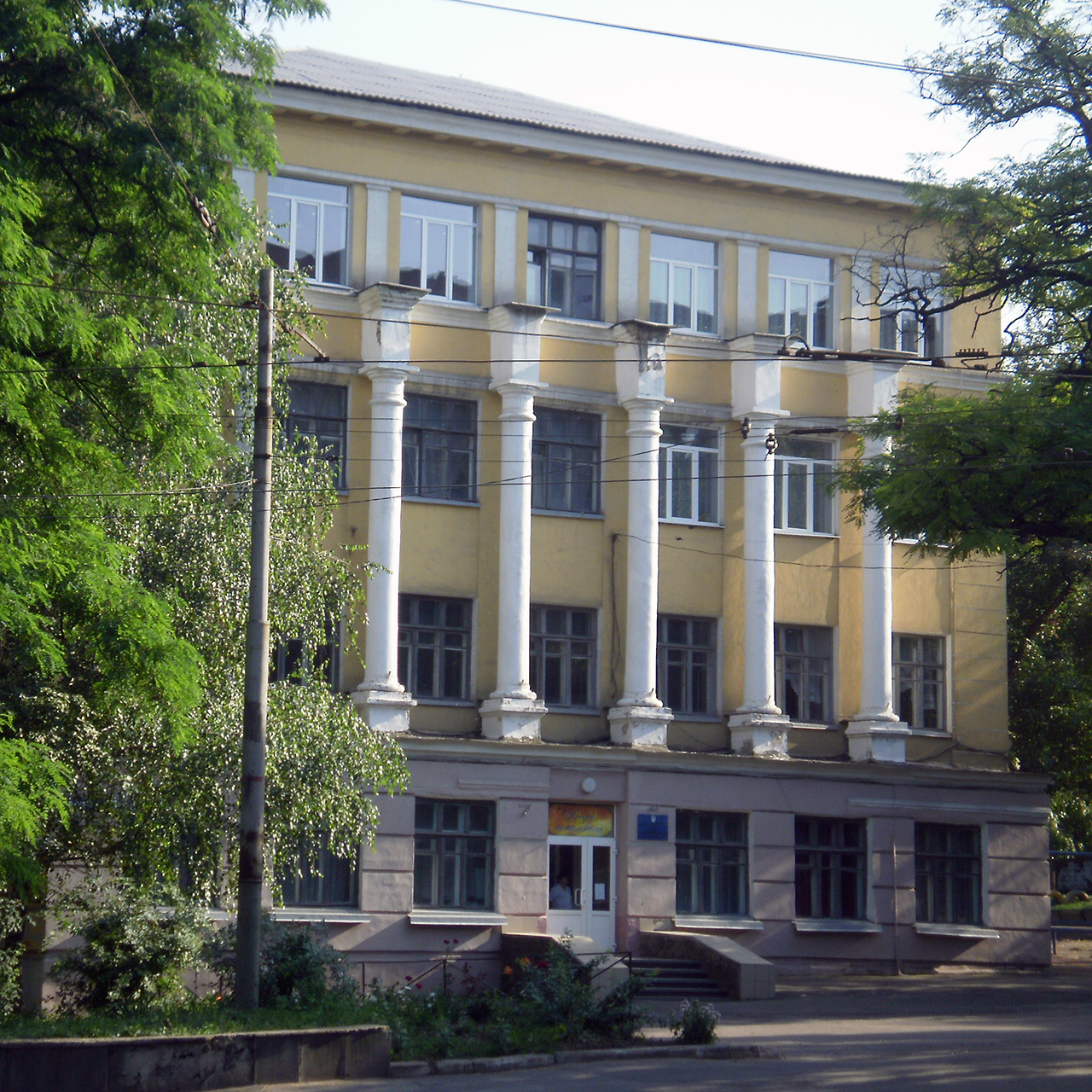
Донецьк, Ворошиловський район, школа № 3, 1936 р.
Донецьк, Ворошиловський район, школа № 1, 1938 р., світлина 1954 р.
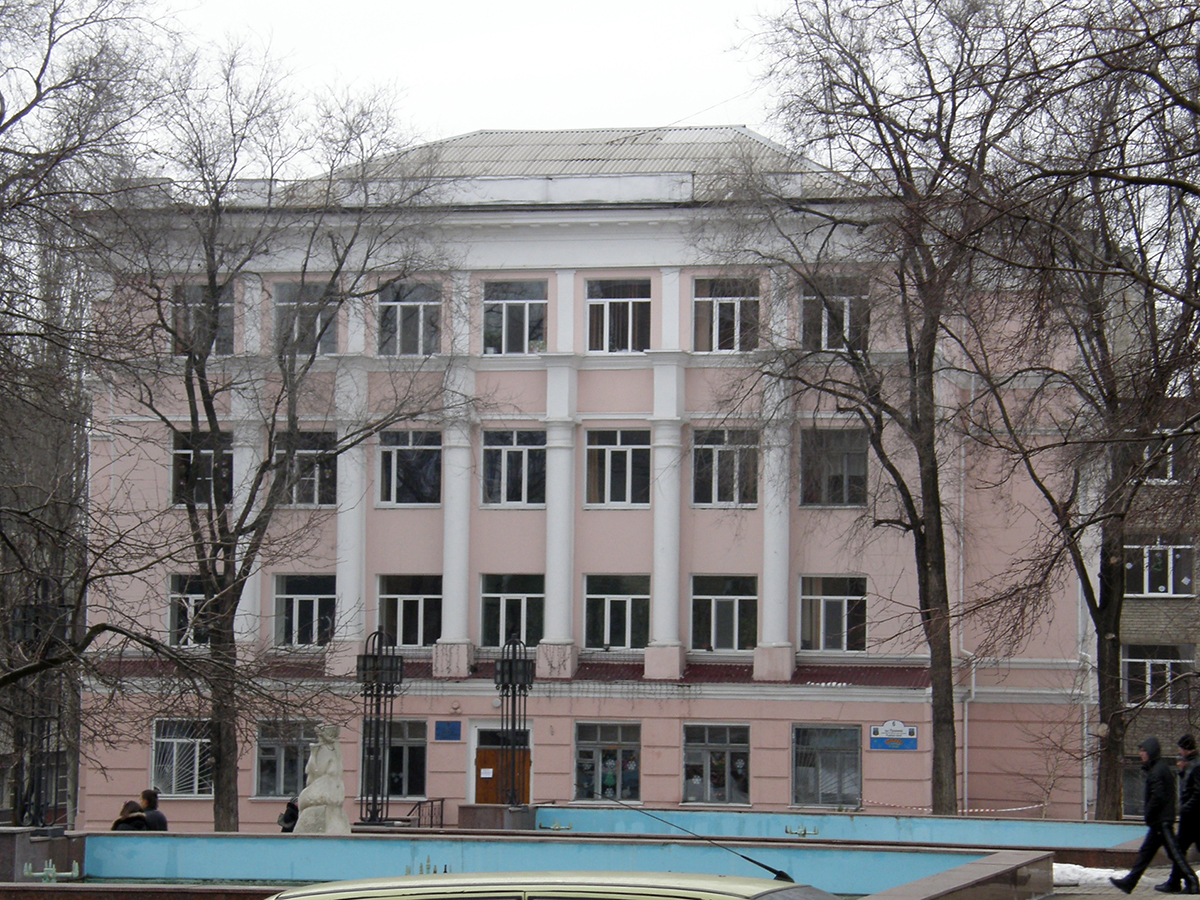
Донецьк, Ворошиловський район, школа № 1, 1938 р.
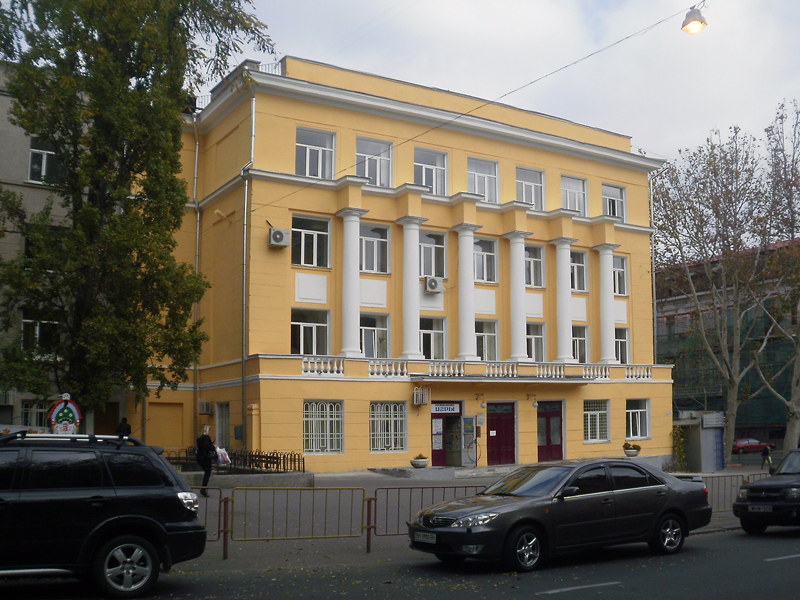
Одеса, Центр, школа № 117, 1936 р., архітектор Л. Б. Белкін, фасада по вул. Караванського
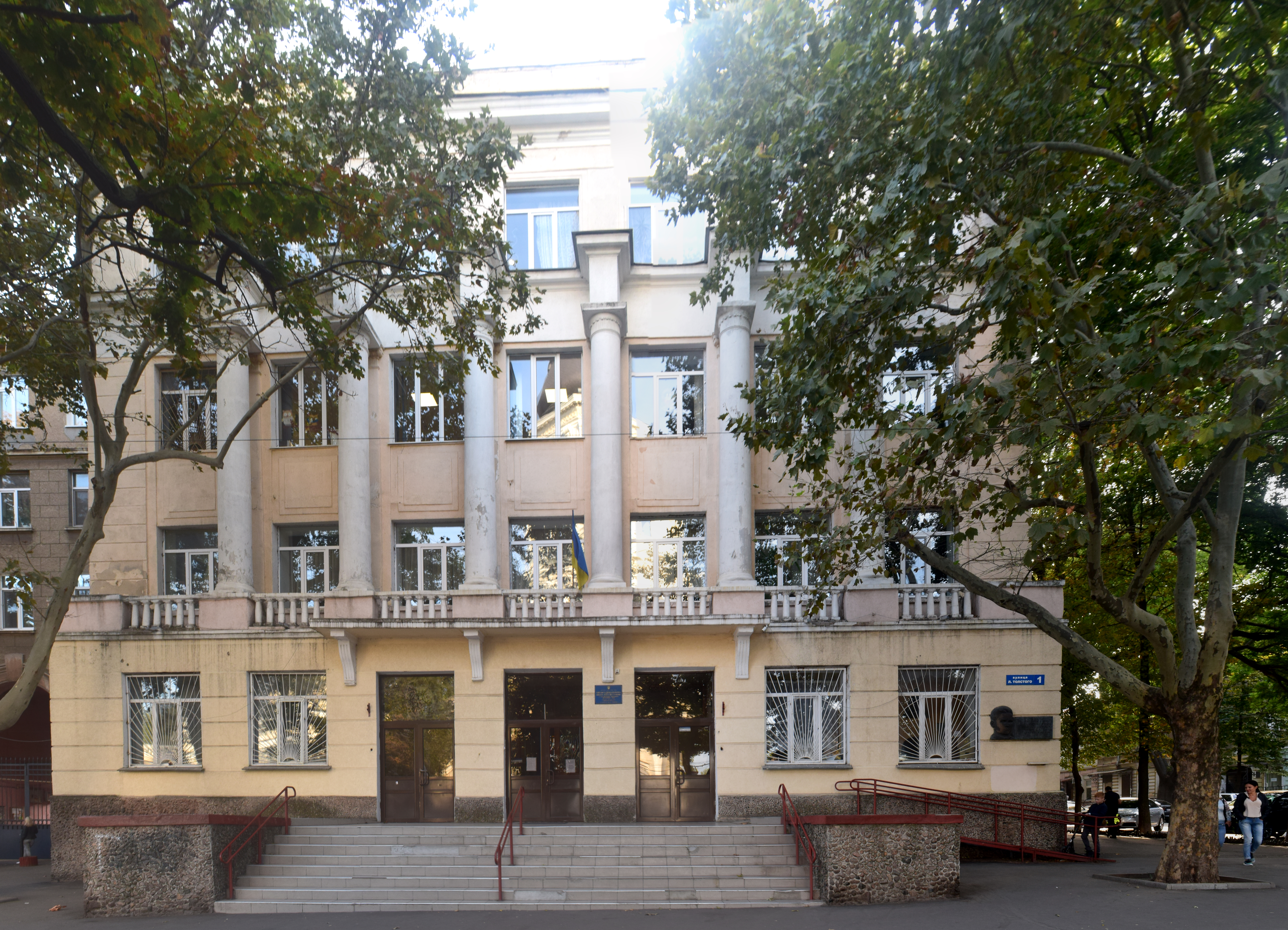
[[Школа № 121 (Одеса)|Одеса, ліцей № 121, 1936–1937 рр., архітектор Л. Б. Белкін побудований із каменю від зруйнованого Преображенського собору, фасада із Соборної пл.
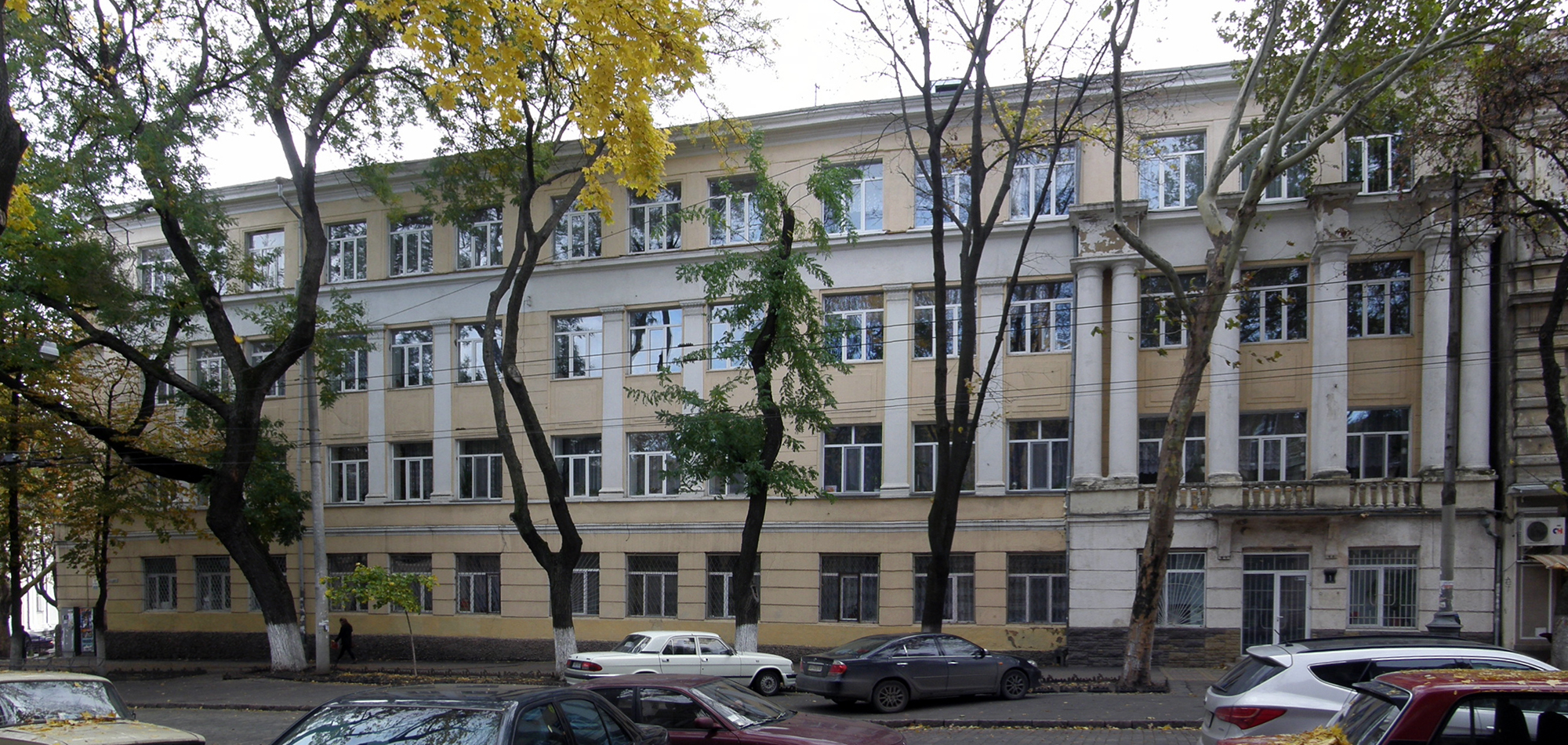
Одеса, Центр, ліцей № 121, фасада по вул. Муратової — дзеркальний плян
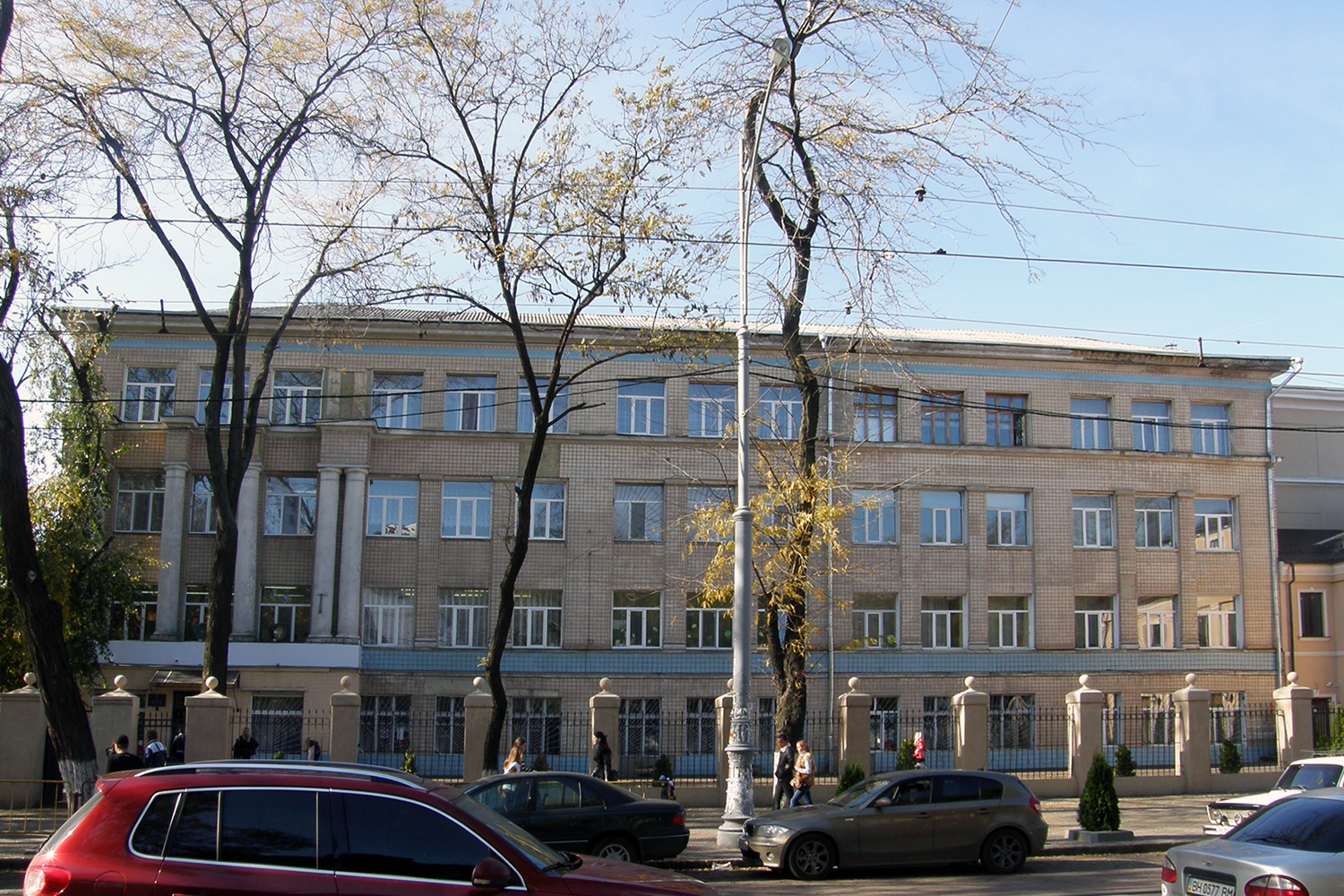
Одеса, Центр, школа № 118, 1937 р., архітектор Л. Б. Белкін, відбудована 1959–1960, архітектор Ю. Г. Вайнштейн, фасада по вул. Преображенський
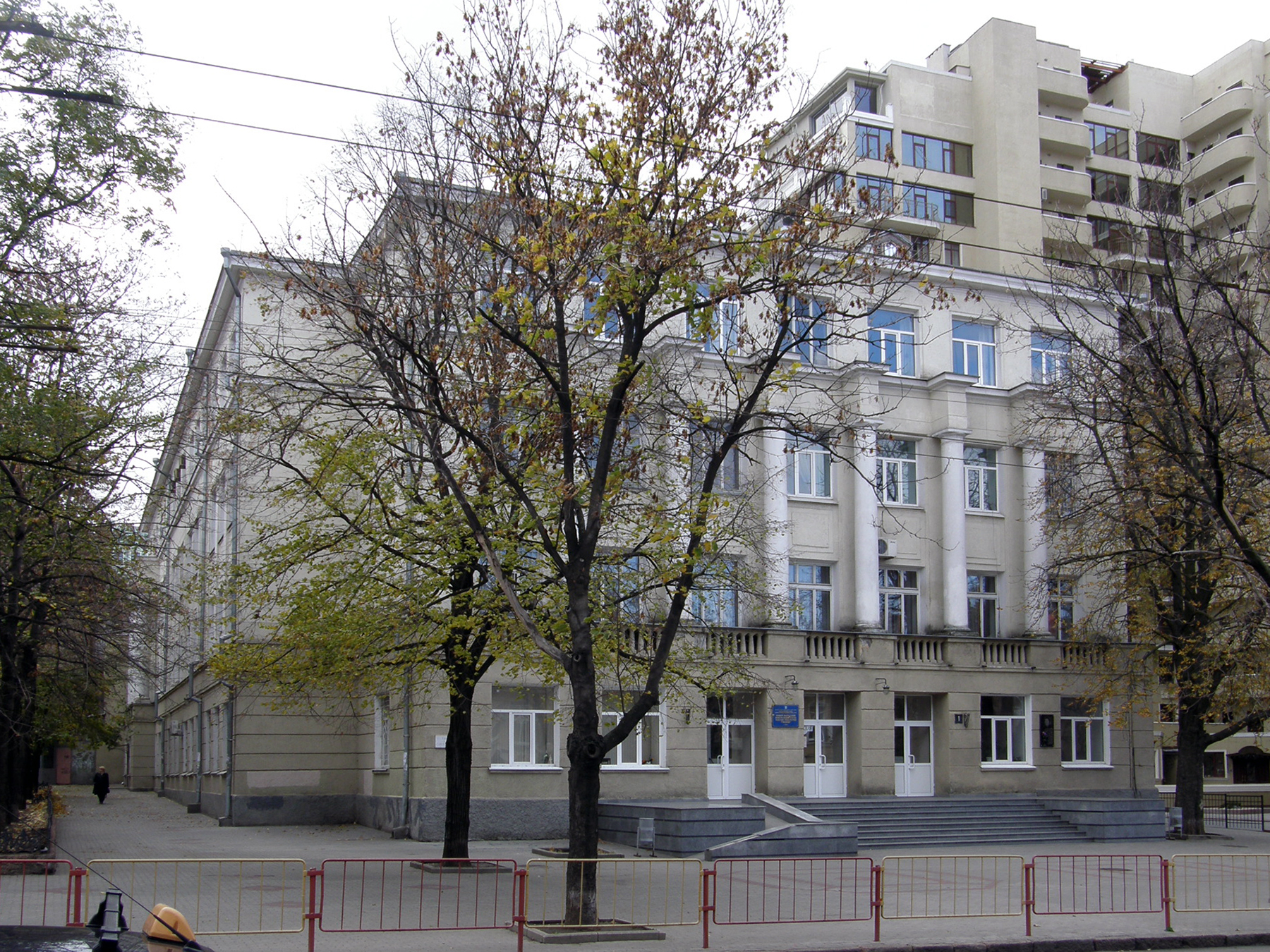
Одеський педагогічний коледж, 1936 або 1938 р., архітектор Л. Б. Белкін, колишня школа № 116, відбудована 1959–1961, архітектор Ю. Г. Вайнштейн, фасада по вул. Грецькій
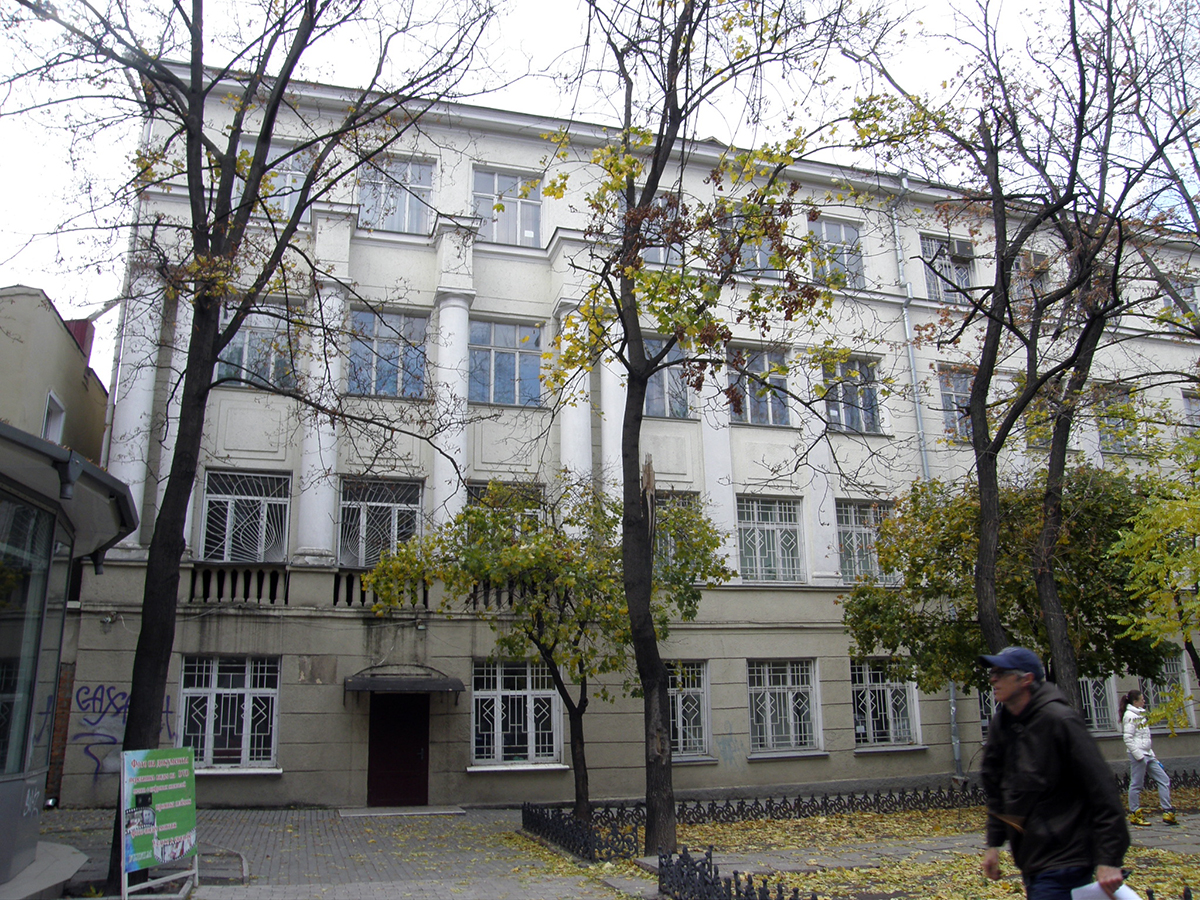
Одеський педагогічний коледж, частина фасади по вул. Канатній
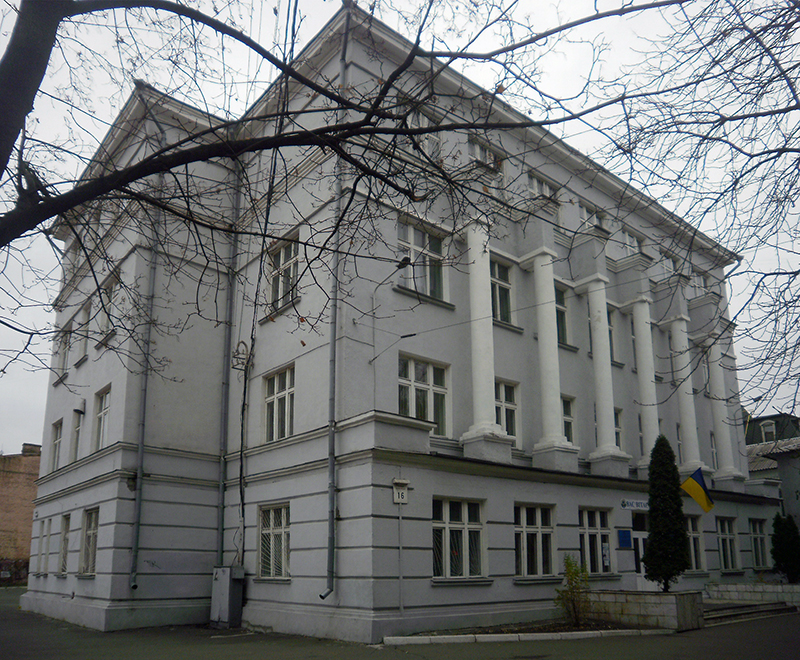
Київ, Поділ, гімназія № 19, 1936 р., до 1944 р. школа № 143
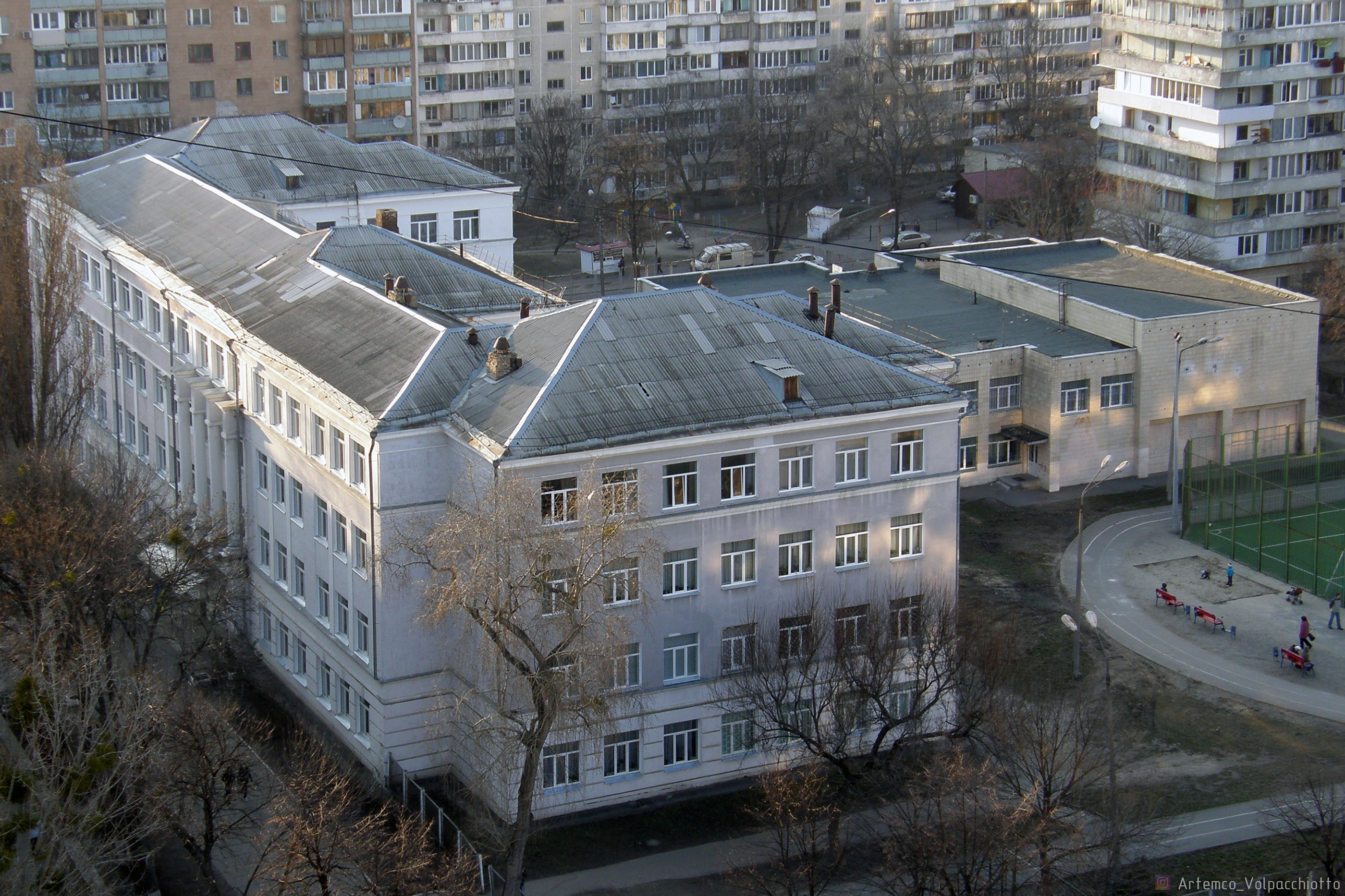
Київ, Татарка, школа № 139, 1936 р. — фасада добудованої у 1986 р. частини
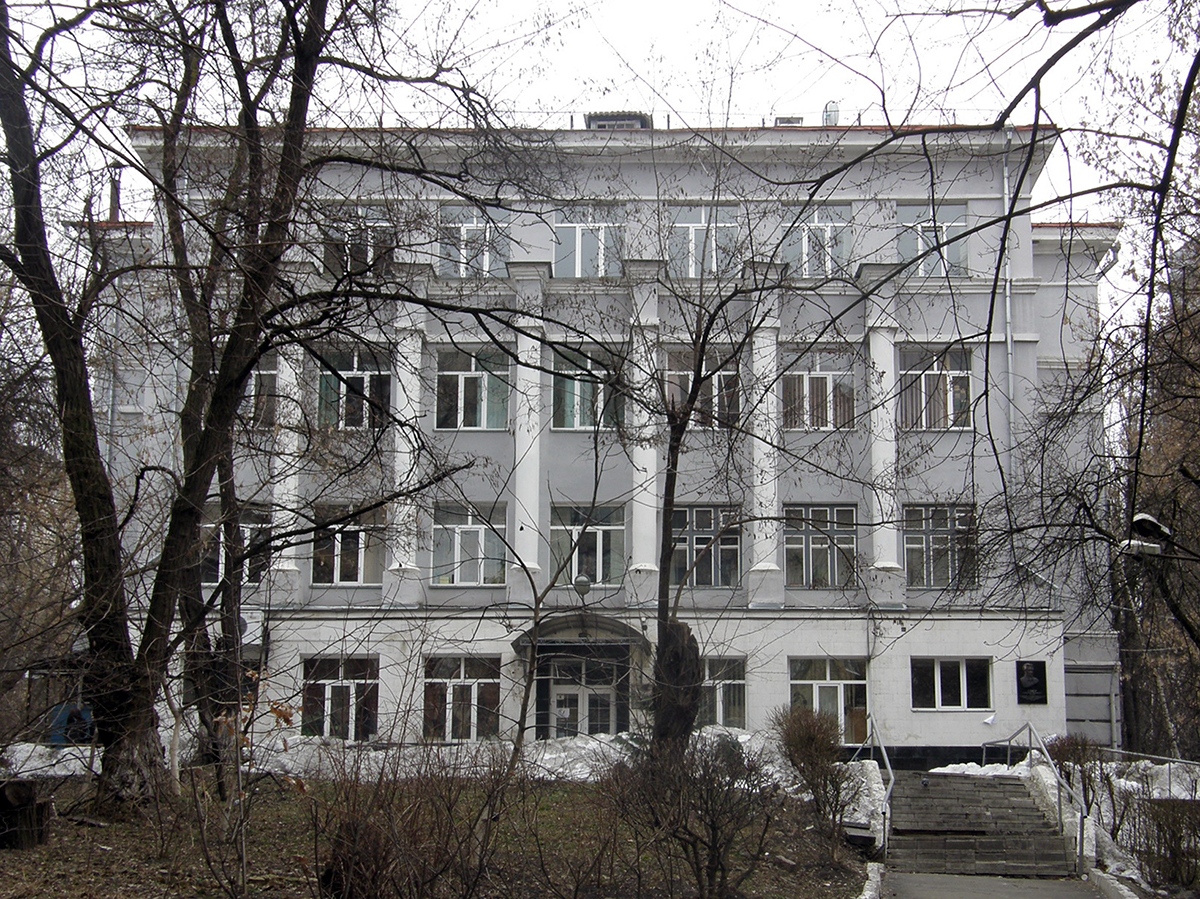
Київська академія музики, колишня школа № 135, 1936 р.
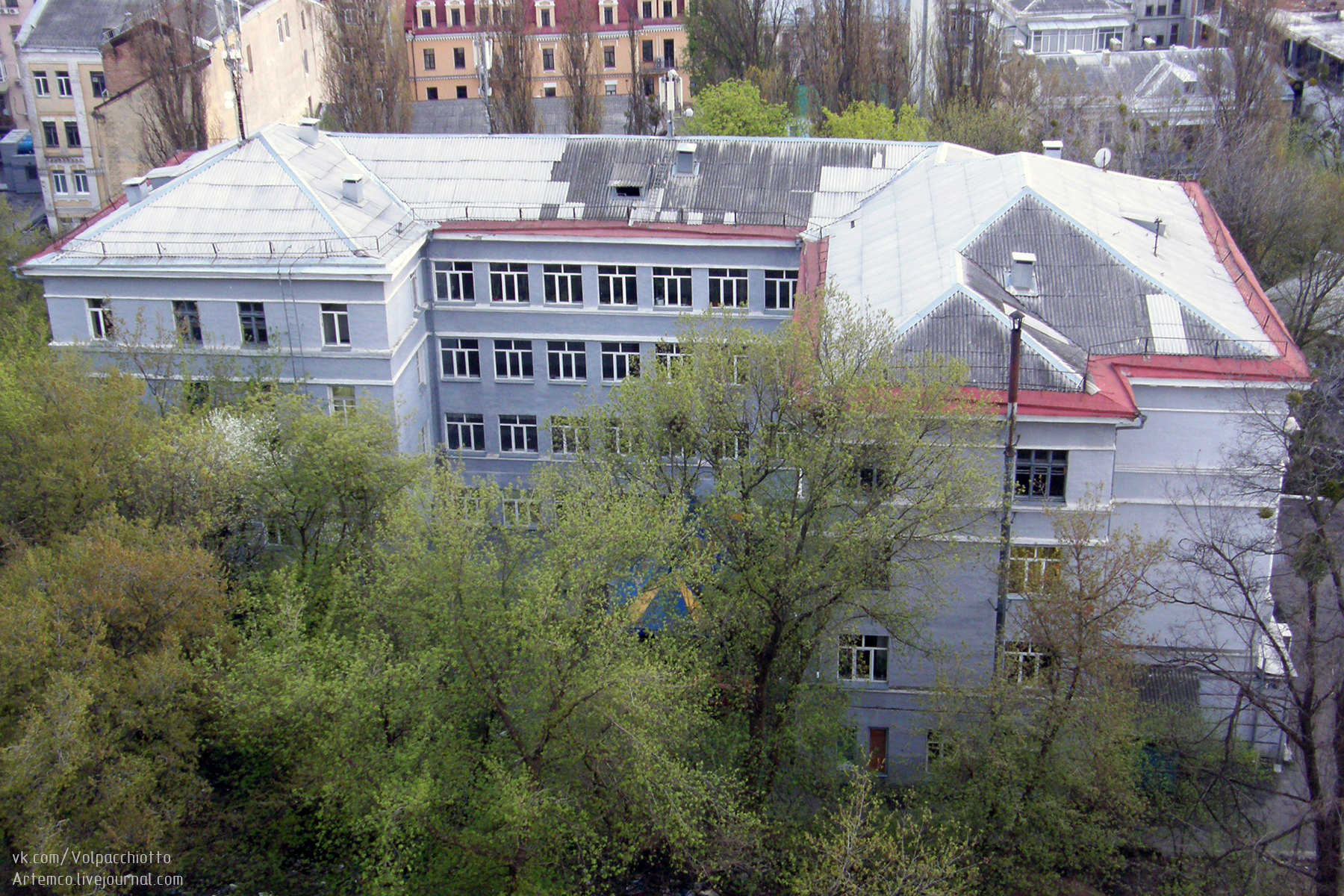
Київська муніципальна академія музики — дзеркальний плян
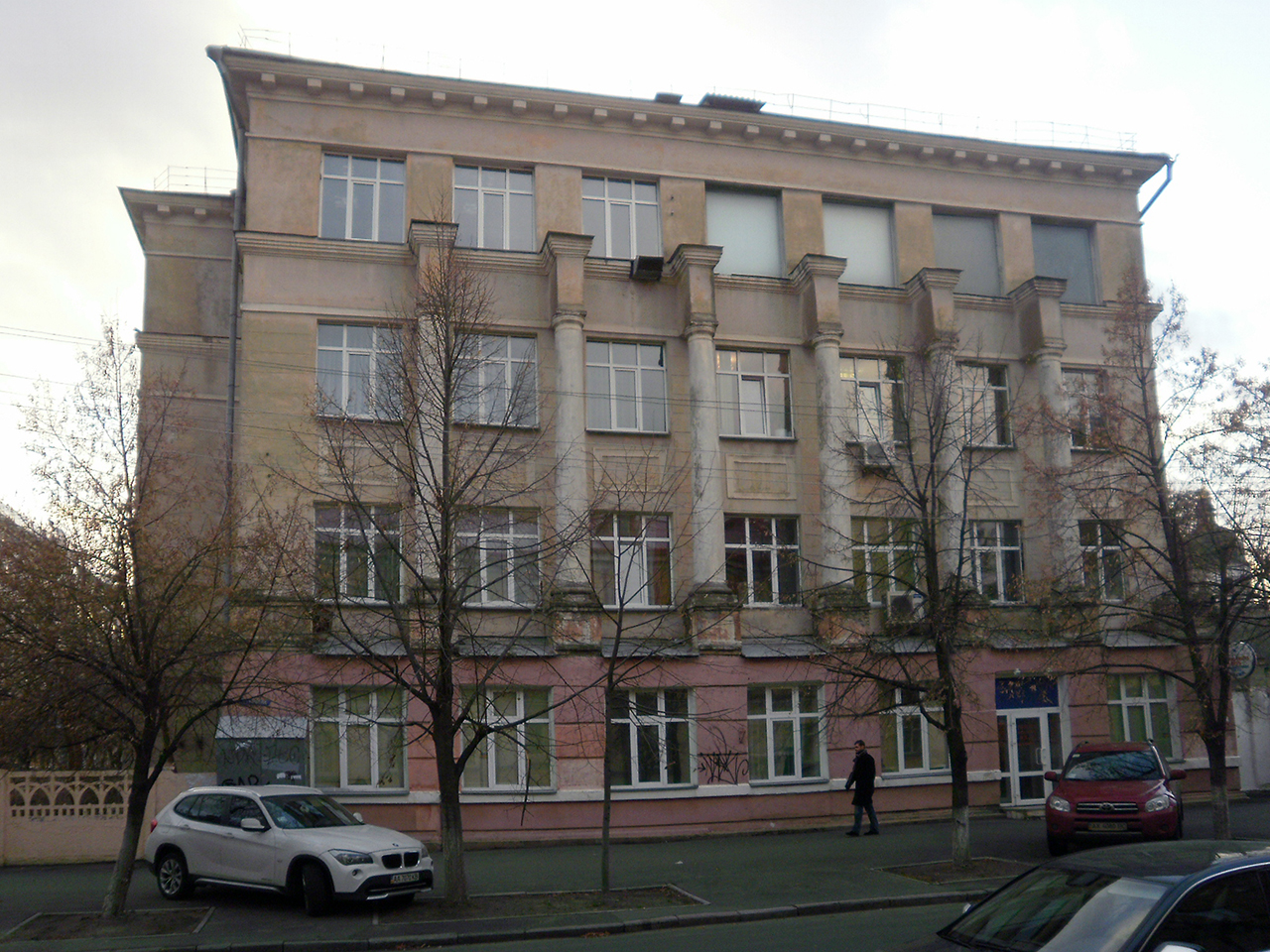
лікарня № 15 Подільського району м. Києва, фасада по вул. Волоській, колишня школа № 18, 1936 р.
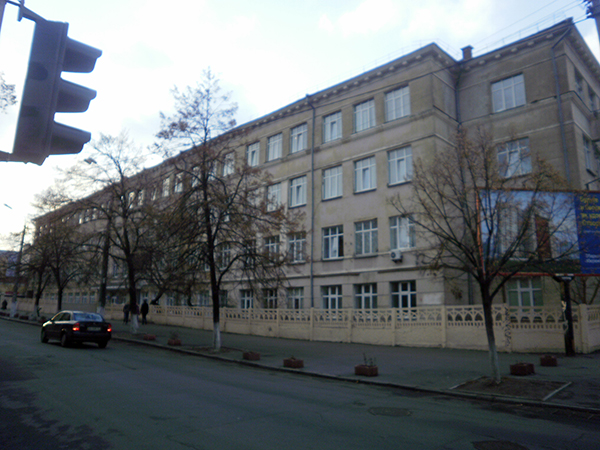
лікарня № 15 Подільського району м. Києва, фасада по вул. Іллінській
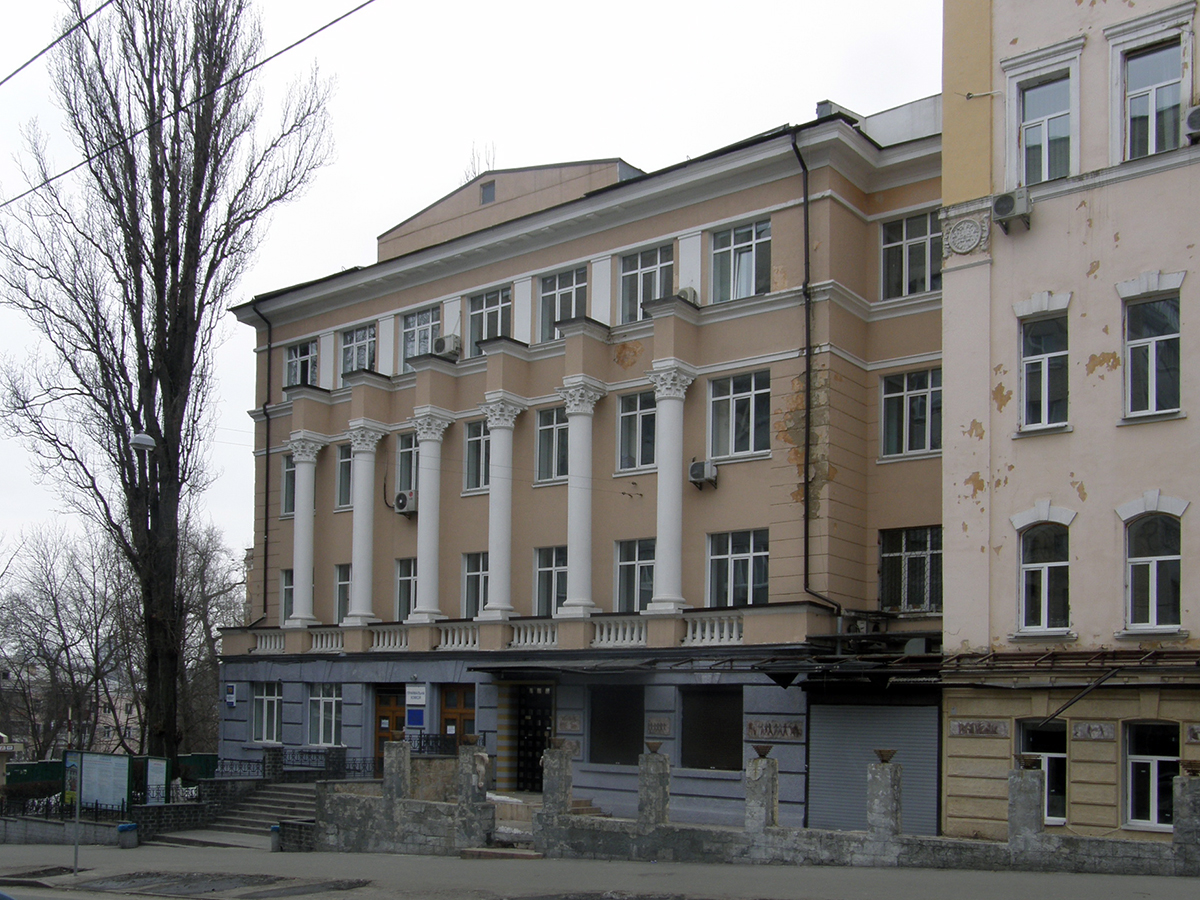
Київ, вул. Володимирська, корпус «Б» Національного університету харчових технологій, колишня школа № 45, 1936 р.
Харків, вул. Свободи, школа № 5, 1936 р., колишня № 36, відбудована у 1950 (архітектор Г. І. Нечесенко)